# テイクダウン

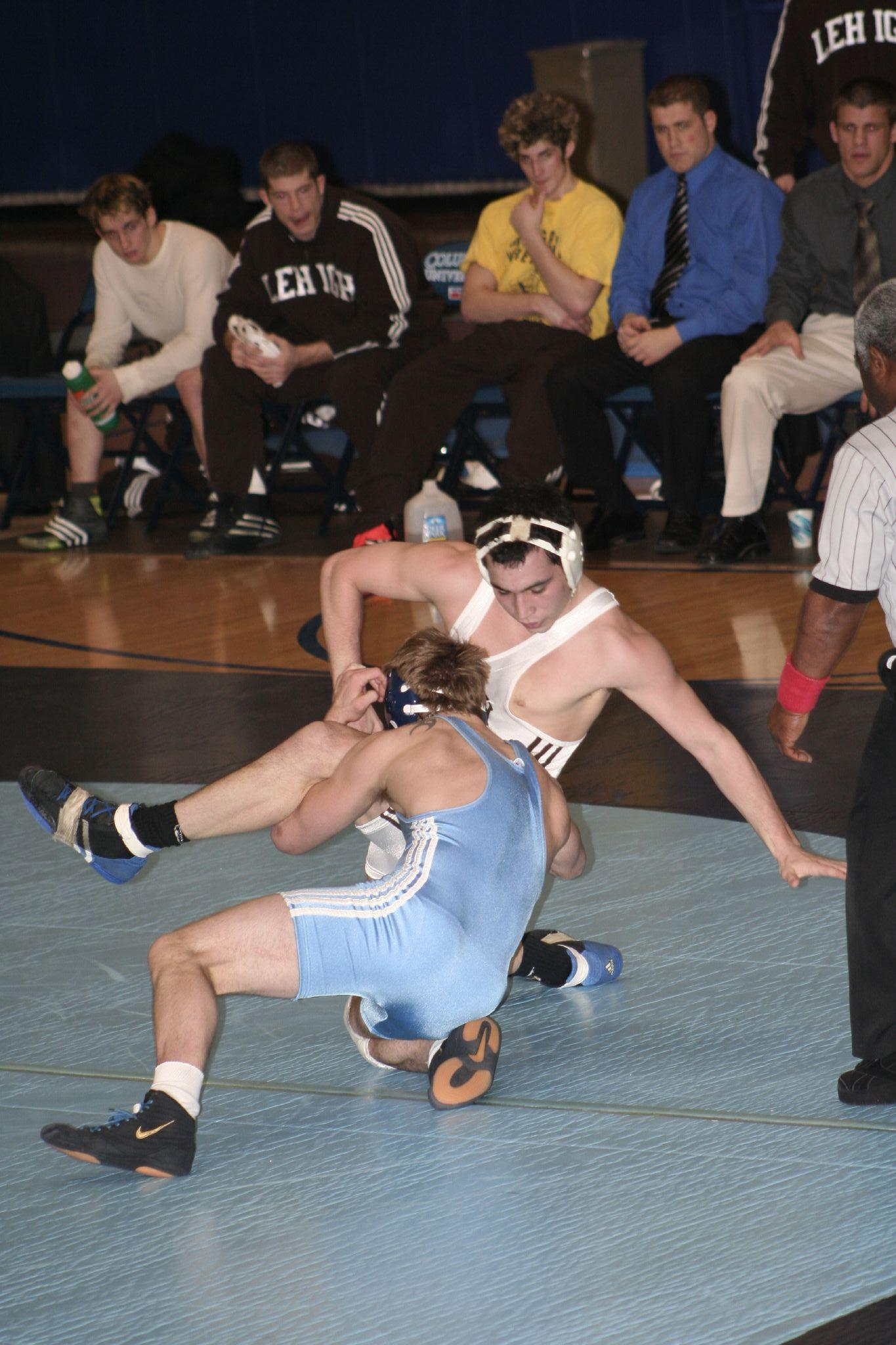
シングルレッグ・テイクダウン

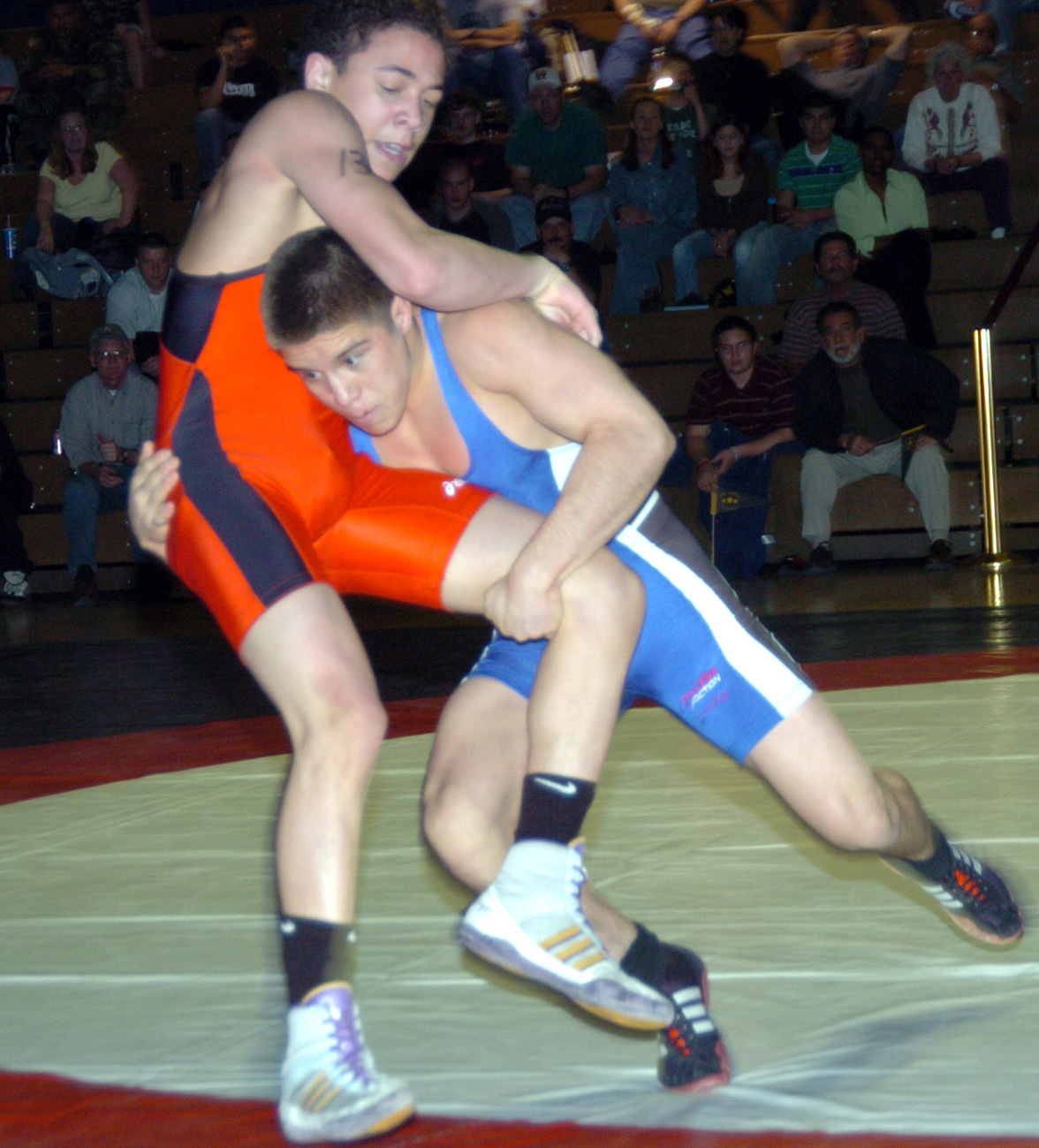
シングルレッグ・テイクダウン

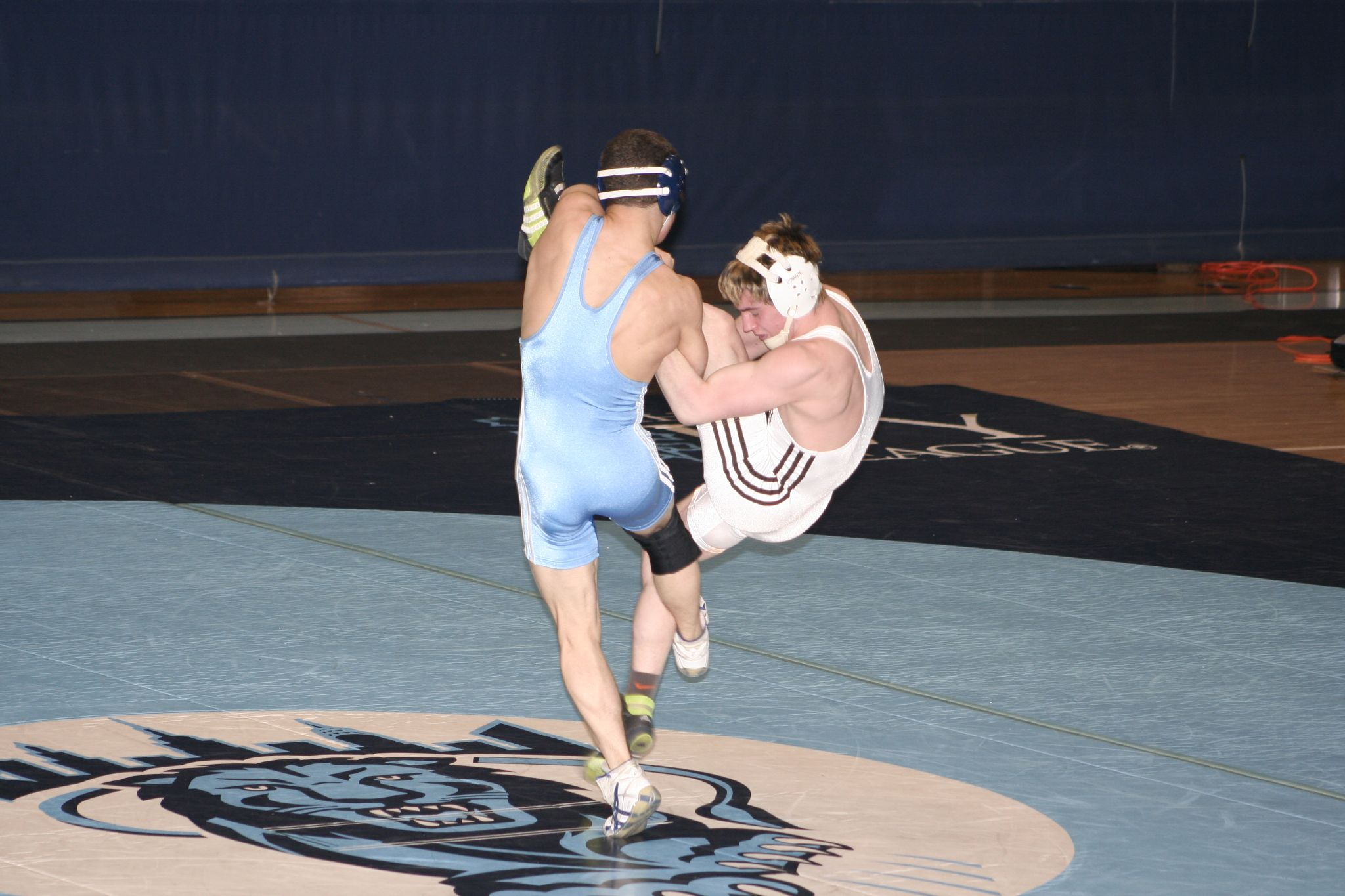
シングルレッグ・テイクダウン

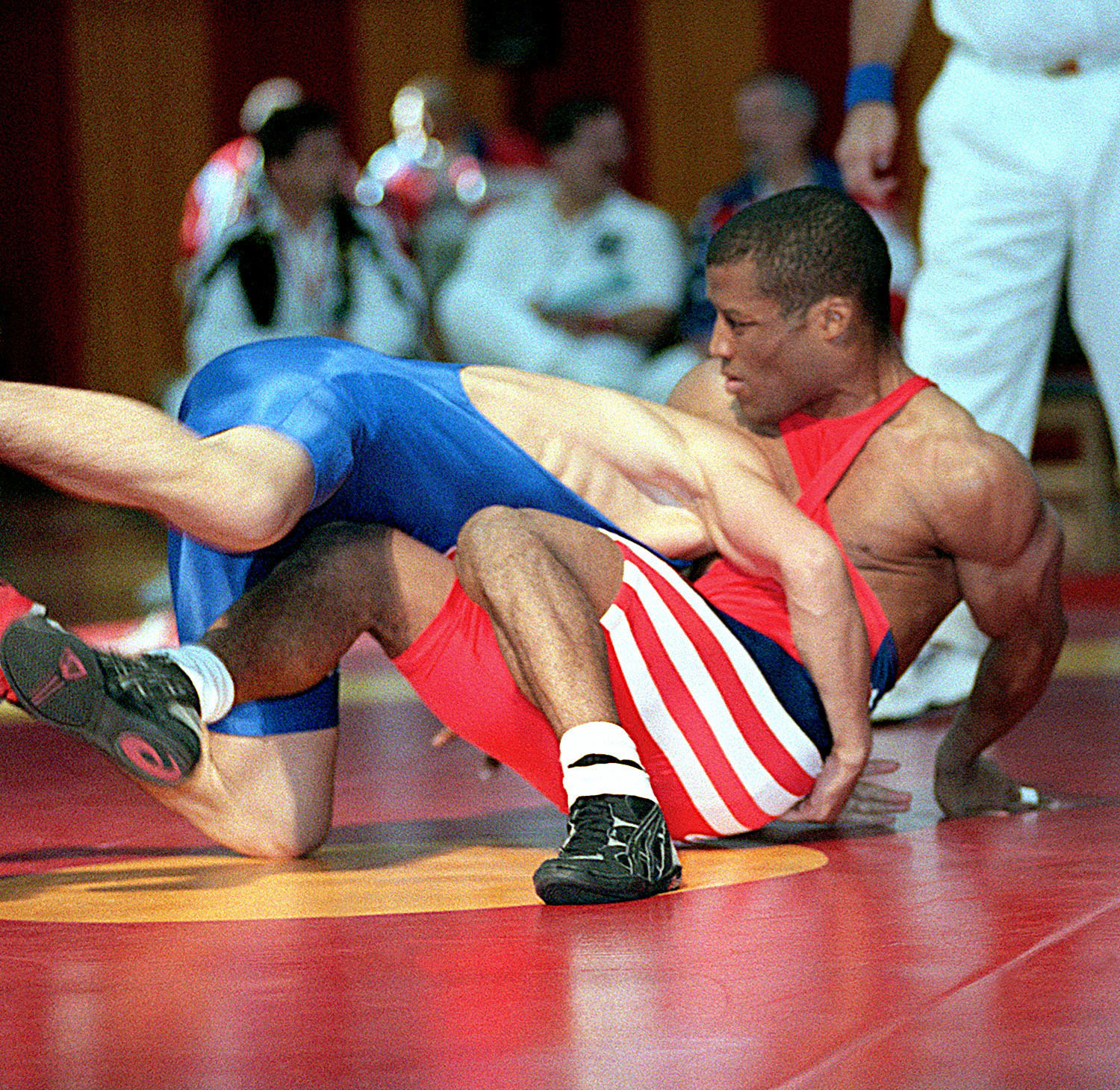
ダブルレッグ・テイクダウン

テイクダウン（Takedown）は、レスリングや総合格闘技において立っている相手をグラウンドに倒すこと、またはその技術。
テイクダウン技術のことを日本ではタックルと呼称することが多いが、英語圏の諸国ではタックルと呼ばれることは少ない。

## 種類

### 脚をかける
テイクダウン技術の内、相手の脚に自分の脚を掛けて倒すものをレッグ・トリップ (leg trip)、またはレッグ・スウィープ (leg sweep) という。ハンク (hank)、内掛け、外掛けとも称される。大内刈、小内刈、内股など多くの投げ技においても応用される技術である。レッグトリップはレスリング・グレコローマンスタイルでは禁止されている。また、蟹挟もレッグトリップの一種と分類される。

### 片脚を取る
相手の片脚を両手で掴み、相手を倒すものをシングル・レッグ・ダイブ (single-leg dive)、またはシングル・レッグ・テイクダウン (single-leg takedown) 、あるいは片足タックルと呼ぶ。相手の片脚を抱えながら相手の体を押し、倒すもの（柔道の朽木倒とほぼ同形）が最も単純な形であるが、幾つかのバリエーションが存在する。
片脚を掴んだ後、低姿勢をとり、相手の脛を自分の肩で押すものはロー・シングル (low single) である。相手の片脚を掴んだ後、反対側の足首を手で刈り倒すものはアンクル・ピックス (ankle picks、柔道の踵返とほぼ同形) である。掴んだ相手の片脚を肩口の高さまで上げて倒すものはハイ・クロッチ (high crotch) である。

### 両脚を取る
相手の両脚を両手で掴み、相手を倒すものをダブル・レッグ・ダイブ (double-leg dive)、または、ダブル・レッグ・テイクダウン (double-leg takedown) 、あるいは両足タックルと呼ぶ。そのまま押し倒すもの（柔道の双手刈とほぼ同形）が最も単純な形であるが、持ち上げたり、スラミングに移行するなどのバリエーションが存在する。自らの頭を相手の胸、または腹に押し付けつつこれを決めるものはスピアー・ダブル・レッグである。
総合格闘技においては、レッグ・ダイブはがぶりやフロントチョーク、または打撃技で、カウンターアタックを受ける場合がある。

### 胴を掴む

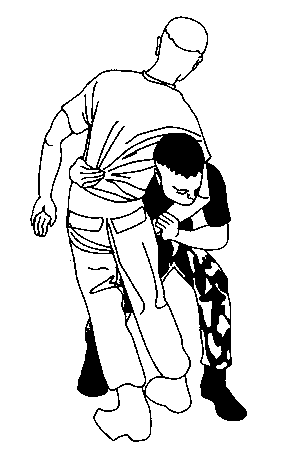
ダックアンダー

- クリンチ、ベアハッグ（ボディロック、鯖折り）、ダブル・アンダーフック、ダックアンダー（脇くぐりタックル）などの体勢から攻撃する。

### 頭を抱える
- がぶり倒す
- ヘッドロック

### 腕を取る
- オーバーフック（小手投げ）、ダブル・オーバーフック（閂）
- アンダーフック（掬い投げ）

### その他
- 投げ技
- 内無双
- 外無双